# Paul Bader (General)

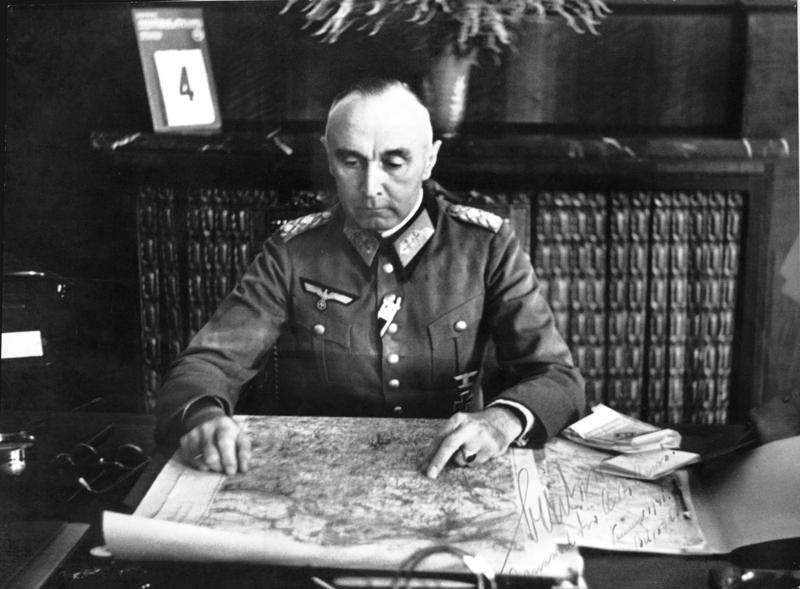
General der Artillerie Paul Bader am Schreibtisch sitzend, mit Karte. Foto mit handschriftlicher Widmung vom Sommer 1941

Paul Bader (* 20. Juli 1883 in Lahr/Schwarzwald; † 28. Februar 1971 in Emmendingen) war ein deutscher Offizier und im Zweiten Weltkrieg General der Artillerie und Wehrmachtsbefehlshaber im besetzten Serbien.

## Leben
Bader trat am 1. Oktober 1903 als Fahnenjunker in das 4. Badische Feldartillerie-Regiment Nr. 66 in seiner Heimatstadt ein. Dort erfolgte am 19. Februar 1905 seine Ernennung zum Fähnrich sowie am 21. Mai 1906 die Beförderung zum Leutnant. Vom 1. April 1912 bis 15. August 1912 fungierte er als Adjutant im I. Bataillon seines Regiments und kam dann am 1. Oktober 1912 als Regimentsadjutant zum 3. Ober-Elsässischen Feldartillerie-Regiment Nr. 80 nach Colmar. Hier wurde er am 20. November 1913 Oberleutnant.
Mit Ausbruch des Ersten Weltkriegs und der Mobilmachung kam Bader mit dem Regiment an der Westfront zum Einsatz. Als Hauptmann (seit 18. April 1915) wurde er ab 12. Oktober 1915 zur 39. Feldartillerie-Brigade versetzt und als Adjutant verwendet.
Nach Kriegsende diente er in der Reichswehr und war vom 1. April 1933 bis 30. September 1934 Kommandeur des 5. Artillerie-Regiments und später in der Wehrmacht.
Als Generalleutnant führte er im Zweiten Weltkrieg die 2. Infanterie-Division (motorisiert) beim Überfall auf Polen, u. a. in der Schlacht in der Tucheler Heide, und im Westfeldzug.
Im Juli 1941 wurde er zum General der Artillerie befördert und zum Militärbefehlshaber in Serbien ernannt, wo er den Befehl zur „sofortigen Aufnahme des Angriffskampfes gegen die kommunistischen Terrorbanden“ bekam. Am 4. Oktober desselben Jahres erteilte ihm Generalfeldmarschall Wilhelm List den Befehl, zur Bekämpfung von Widerstandsgruppen sogenannte Geiselsammellager zu errichten. Bei Verlusten der Wehrmacht als Folge von Attentaten waren diese Gefangene  zur Abschreckung weiterer Überfälle im Quotenverhältnis 1: 100 (Tote) bzw. 1:50 (Verletzte) zu erschießen. Am 13. Februar 1942 erstattete Militärbefehlshaber Bader Vollzugsmeldung: Im Zeitraum vom 1. September 1941 bis 12. Februar 1942 wurden bei „Säuberungsaktionen“ 7.756 Personen erschossen und 20.149 gefangengenommene als „Geiseln“ im Rahmen von Vergeltungsmaßnahmen exekutiert. Am 18. März 1942 beschied Bader, dass aufgrund des Bedarfs der deutschen Kriegsindustrie Gefangene nicht mehr notwendigerweise erschossen, sondern auch als Zwangsarbeiter nach Norden  verfrachtet werden können. Am 10. Oktober 1943 musste Bader das erst im August übernommene Kommando über das XXI. Gebirgs-Korps abgeben und wurde zunächst in die Führerreserve versetzt, und am 31. März 1944 dann in den Ruhestand.
Bader lebte nach dem Krieg in Emmendingen. Bei einer Vernehmung am 3. Januar 1964 behauptete er, nichts von Geiselerschießungen durch die Wehrmacht oder Truppenangehörige gewusst zu haben.

## Auszeichnungen
- Eisernes Kreuz (1914) II. und I. Klasse[4]
- Ritterkreuz I. Klasse des Friedrichs-Ordens mit Schwertern[4]
- Ritterkreuz II. Klasse des Ordens vom Zähringer Löwen mit Schwertern und Eichenlaub[4]
- Hanseatenkreuz Hamburg[4]
- Wiederholungsspange zum Eisernen Kreuz II. und I. Klasse
- Deutsches Kreuz in Gold am 29. Januar 1943[5]